# 莫德惠

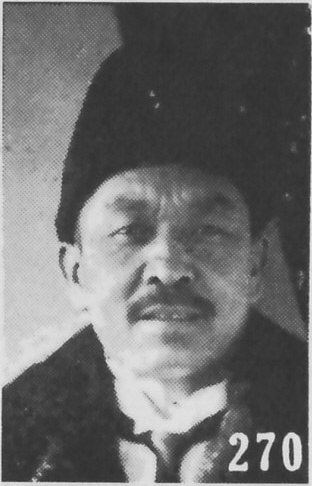
《最新支那要人传》中的莫德惠

莫德惠（1883年4月16日—1968年4月17日），字柳忱，满族，莫塔哈利氏，吉林省双城縣（今属黑龙江）人，中華民國政治人物，早年為清朝警察出身，曾任總統府資政、光復大陸設計委員會副主委、考試院長、行政院政務委員、副總統候選人、國大代表、國民政府參政會主席團主席，有數名孫兒為中華民國國軍軍官。

## 生平

### 早年事迹
莫德惠1883年4月16日生于新疆其父的军营中。其父明海，1870年从左宗棠平定陕甘回乱，参与收复新疆之役。以军功晋佐领。母馬氏為當地回族。1875年举家迁入吉林双城。
1906年考入天津北洋巡警学堂，毕业后分配吉林省警察厅任西局局员，旋即升任西局局长。1910年调任哈尔滨警务局滨江巡警局局长。是年年底東北爆發鼠疫，由滿州里蔓延至哈爾濱，勢不可遏。莫德惠身為疫區中心警務官員，在清廷特命東三省防疫全權總醫官伍連德指揮之下，協助防疫有功。1912年冬，莫德惠以社会贤达被举众议院议员，这是他跻身民国政坛的发端。

### 北洋时期
1914年袁世凯解散国会，莫德惠受奉天都督张锡銮之邀出任双山县知事并兼理司法，成绩裴然。1918年出任清理吉林官产处处长，继为吉林永衡官钱银号监理官，清查土地局会办、财政部顾问，吉林省公署顾问，奉天省公署咨议，吉林省依兰道道尹。
1921年与在吉林剿匪的张学良相结识，1923年促成粤皖奉联合反对曹锟贿选，得到张作霖倚重，出任奉天财政厅长代理省长、北洋政府农工部总长。

### 统一时期
1928年6月皇姑屯事件中，随张作霖返奉专车遇险负轻伤。张学良主政东北后，出任东北保安、政务、外交等各委员会委员。东北易帜前夕，衔命赴日折服田中不干涉易帜成功，为张的密切合作者之一。
中东路事件发生后，他被委派为东三省铁路公司理事长兼督办，以中国方面首席代表身份赴莫斯科参加中苏谈判。谈判取得成效，后因九一八事变，协议夭折。
1937年1月7日，東北元老莫德惠、劉哲往見張學良，張認為西北戰端將起，有違其「兵諫」之初衷；稱中央軍進入潼關係何應欽主謀，促莫、劉二人往見何應欽勸阻用兵；張並致函楊虎城稱，「此事仍有轉圜辦法，切盼勿發生戰事」:5332。抗战时期，1937年任国民政府国民参政会主席团主席。1945年10月任东北宣慰使、东北救济会副会长。1946年任制宪国民大会代表。1947年，任国民大会代表。1948年任政府宪政督导委员会会长，亦曾在1948年中華民國總統選舉中角逐副總統一職，同年被蔣中正聘為首批總統府資政。

### 在台期间
1949年随政府转进台湾，同年3月21日起任行政院政务委员。1954年8月任考试院院长达12年。任内曾着手改革考试制度与技术，推行职位分类，倡导考用合一，创办、改进公务员保险制度等。1966年5月转任光复大陆设计研究委员会副主任委员。张学良被幽禁大陆期间，莫德惠曾多次探望过张学良。张学良到台湾后，莫依然是张家的常客。
1968年4月17日，莫德惠逝世于台北，终年85岁。同月27日在臺北市市立殯儀舘擧行大殮公祭後，暫厝於陽明山第一公墓殯舍，5月7日上午自公墓殯舍發引至墓地安葬。编订有《双城莫德惠自订年谱》。